# プウホヌア・オ・ホナウナウ国立歴史公園

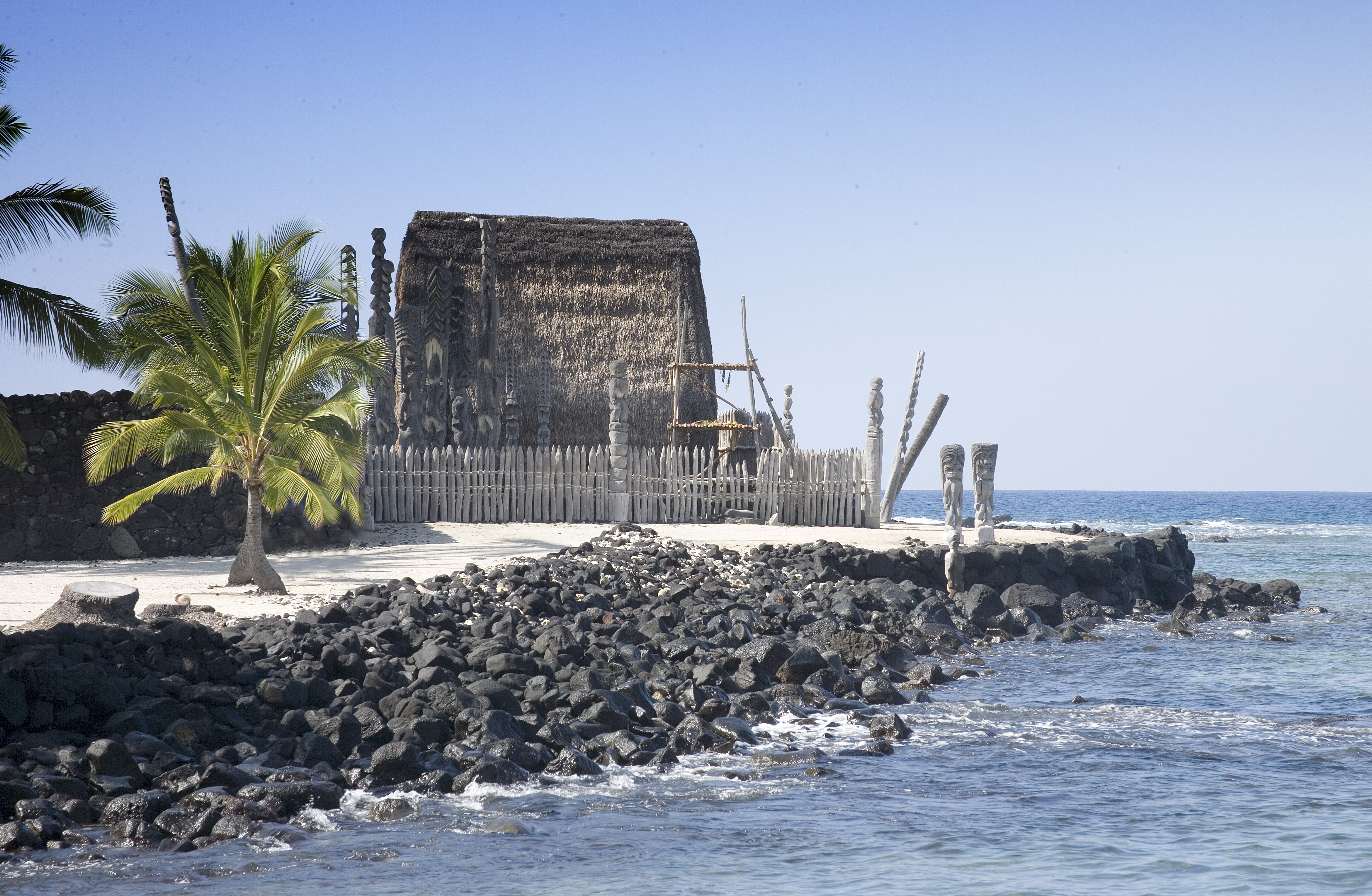
プウホヌア・オ・ホナウナウにあるハレ・オ・ケアヴェ（神殿のひとつ）

プウホヌア・オ・ホナウナウ国立歴史公園（プウホヌア・オ・ホナウナウこくりつれきしこうえん、英語: Puuhonua o Honaunau National Historic Park）はアメリカ合衆国ハワイ州ハワイ島・南コナ地区にある国立歴史公園である。

## 概要
プウホヌア・オ・ホナウナウ国立歴史公園はハワイ島の海に面した国立公園で、ハワイ伝統のカプ（タブー）が18世紀前半に廃止されるまで300年間、カプを破った人たち、戦争中に戦争に参加しない女性や老人や子供たち、戦争に敗れた人たちでも、ここに逃げ込めば許される、駆け込み寺の役割をしていたところである。  
そこ地域はそれまで荒れるにまかされていたが、1920年代にハワイ郡公園として保存され、1961年に国立公園に指定された。  

## 交通
ハワイ島の西側にあり、コナ国際空港を出てハワイ州道19号線から続くハワイ州道11号線を南へ向かい、南コナ地区のキャプテン・クック（Captain Cook）を過ぎて、ホナウナウ（Honaunau）で州道160号線を下りた海岸にある。  

## 写真集
- 公園の入り口
- ボートハウス

## 参照項目
- 国立歴史公園